# 9500 Camelot
9500 Camelot eller 1281 T-2 är en asteroid i huvudbältet som upptäcktes den 29 september 1973 av den nederländsk-amerikanske astronomen Tom Gehrels och det nederländska astronomparet Ingrid van Houten-Groeneveld och Cornelis Johannes van Houten vid Palomarobservatoriet. Den är uppkallad efter det mytologiska slottet Camelot.
Den tillhör asteroidgruppen Eunomia.